# Kletterweste
Die Kletterweste war ein aus der Bergsteigerkleidung abgeleitetes Kleidungsstück, das zur Fahrtenbekleidung in der Jugendbewegung der 1920er Jahre gehörte. Das Kleidungsstück war aufgrund des (für damalige Zeiten) modischen Schicks und der vielfältigen Anwendbarkeit beliebt. Kletterwesten gehörten zur Uniform des Bund Deutscher Mädel und des Jungmädelbundes, aber auch zur Fahrtenbekleidung der Edelweisspiraten.